# تاكويا إيتو (لاعب كرة قدم مواليد 1974)
تاكويا إيتو (باليابانية: 伊藤 琢矢) (مواليد 11 يونيو 1974)، هو لاعب كرة قدم ياباني سابق كان يلعب كمدافع.

## وصلات خارجية
- تاكويا إيتو (1974) على موقع رابطة كرة القدم اليابانية للمحترفين (اليابانية)
- تاكويا إيتو (1974) على موقع Soccerway.com (الإنجليزية)